# Apă de mare

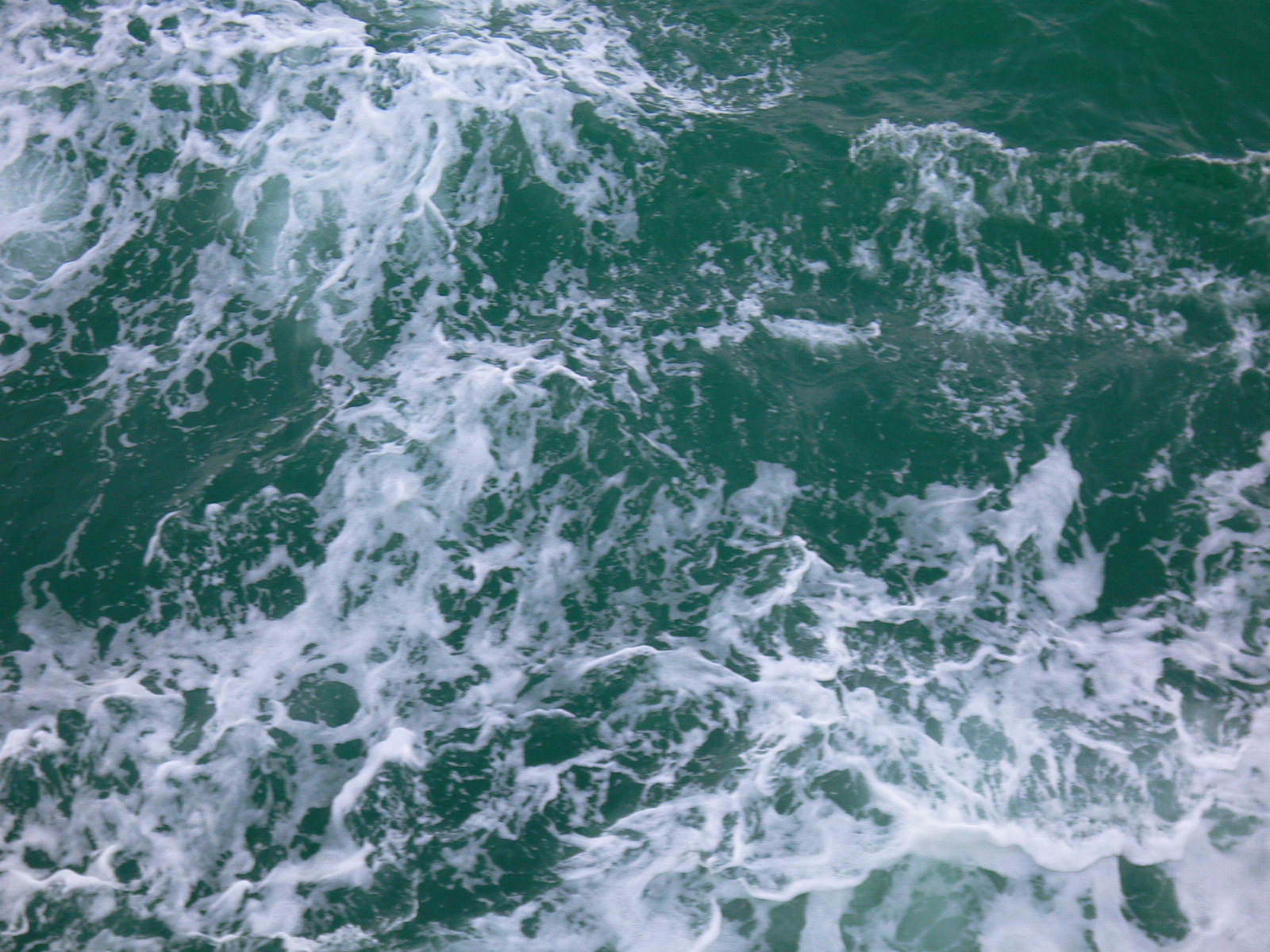
Apă de mare în Strâmtoarea Malacca

Apa de mare este apa care provine din mări și oceane. În medie, apa de mare din oceanele planetare are o salinitate de aproximativ 3,5% (35 g/L). Asta înseamnă că fiecare kilogram de apă de mare are aproximativ 35 de grame de săruri dizolvate (predominant ioni de Na+ și Cl-.)

## Proprietăți
Conductivitatea termică a apei de mare este de 0,6 W/mK la 25 °C și salinitatea de 35 g/kg. Conductivitatea termică scade odată cu creșterea salinității, și crește odată cu creșterea temperaturii. 